# Keatsmuseum
Het Keatsmuseum is een museum gewijd aan het Friese kaatsspel. Het is gevestigd in de stad Franeker in de Nederlandse provincie Friesland.

## Geschiedenis
Het Keatsmuseum is in 1972 geopend en is het oudste sportmuseum van Nederland. Het museum was sinds 1995 ondergebracht op de bovenverdieping van het Cammingahuis. Op 1 januari 2014 sloot het museum op deze locatie de deuren. De collectie werd korte tijd opgeslagen. In 2015 maakte het museum een doorstart in het aangekochte pand aan de Voorstraat 76 in Franeker (het vroegere ABN-AMRO kantoor).
De officiële opening van het nieuwe Keatsmuseum was op 1 september 2016. Het publiek was vanaf 2 september welkom. Architect Rein Hofstra heeft ervoor gekozen het pand qua stijl aan te laten sluiten bij de torens en het gebouw van kaatsvereniging Jan Bogtstra op It Sjûkelân.

## Collectie
- Attributen van de kaatssport (bal, handschoen)
- Kaatsprijzen van de PC, de Freulepartij en internationale wedstrijden
- Foto's (onder andere van de fotografen Jan Tromp en Gert Gort).[5]
- Films over de geschiedenis van het kaatsen.
- Kamer over Piet Jetze Faber, leider kaatsklassement aller tijden.
- Bezoekers kunnen op een spelcomputer kennismaken met het kaatsen.
- Bibliotheek, archief
- Sinds 2023 is het mogelijk een multimediatour te volgen in het museum